# كوكي كوروكي
كوكي كوروكي (باليابانية: 黒木 晃賢) (22 أغسطس 1996 في سيتاغايا في اليابان – )؛ هو لاعب كرة قدم كان يلعب كلاعب وسط.

## وصلات خارجية
- كوكي كوروكي على موقع رابطة كرة القدم اليابانية للمحترفين (اليابانية)
- كوكي كوروكي على موقع قاعدة بيانات كرة القدم.إي يو (الإنجليزية)
- كوكي كوروكي على موقع Soccerway.com (الإنجليزية)
- كوكي كوروكي على موقع عالم كرة القدم.نت (الإنجليزية)